# إلين هولي
إلين هولي (بالإنجليزية: Ellen Holly)‏ هي ممثلة أمريكية، ولدت في 16 يناير 1931 بنيويورك في الولايات المتحدة.

## وصلات خارجية
- إلين هولي على موقع IMDb (الإنجليزية)
- إلين هولي على موقع أول موفي (الإنجليزية)
- إلين هولي على موقع قاعدة بيانات برودواي على الإنترنت (الإنجليزية)
- إلين هولي على موقع قاعدة بيانات الأفلام السويدية (السويدية)
- إلين هولي على موقع قاعدة بيانات الفيلم (الإنجليزية)
- إلين هولي على موقع كينوبويسك (الروسية)